# Lucilia elongata
Lucilia elongata este o specie de muște din genul Lucilia, familia Calliphoridae, descrisă de Shannon în anul 1924. Conform Catalogue of Life specia Lucilia elongata nu are subspecii cunoscute.